# Trněný Újezd (Zákolany)
Trněný Újezd je vesnice, část obce Zákolany v okrese Kladno ve Středočeském kraji. V roce 2011 zde trvale žilo 166 obyvatel.

## Historie
První písemná zmínka o vesnici pochází z roku 1320.

## Obyvatelstvo
| Rok            | 1869 | 1880 | 1890 | 1900 | 1910 | 1921 | 1930 | 1950 | 1961 | 1970 | 1980 | 1991 | 2001 | 2011 | 2021 |
| -------------- | ---- | ---- | ---- | ---- | ---- | ---- | ---- | ---- | ---- | ---- | ---- | ---- | ---- | ---- | ---- |
| Počet obyvatel | 364  | 362  | 352  | 388  | 398  | 344  | 375  | 280  | 286  | 276  | 213  | 168  | 137  | 166  | 179  |
| Počet domů     | 45   | 50   | 56   | 55   | 56   | 58   | 82   | 88   | 88   | 83   | 73   | 88   | 90   | 80   | 94   |

## Obecní správa
Při sčítání lidu v letech 1850–1960 Trněný Újezd byl samostatnou obcí, se kterým patřily nejprve do okrese Rakovník, ale v letech 1869–1921 v okrese Smíchov, posléze v roce 1930 v okrese Praha-venkov, poté v roce 1950 v okrese Kralupy nad Vltavou a od roku 1960 v okrese Kladno. Od 1. července 1960 jsou částí obce Zákolany v okrese Kladno. V letech 1850–1909 k obci patřily Kováry.

## Význačné osobnosti
- František Hnátek (1873–1941), sochař, malíř, novinář – rodák z Trněného Újezda
- Václav Davídek (1913–1993), archivář a historik – do Trněného Újezda se přiženil, psal též o blízké Budči, kde je i pohřben
- Vratislav Jan Žižka (1926–2011), malíř, grafik, astrolog, mantik, pedagog, badatel v oblasti kulturních dějin, spisovatel a básník – rodák z Trněného Újezda

## Galerie

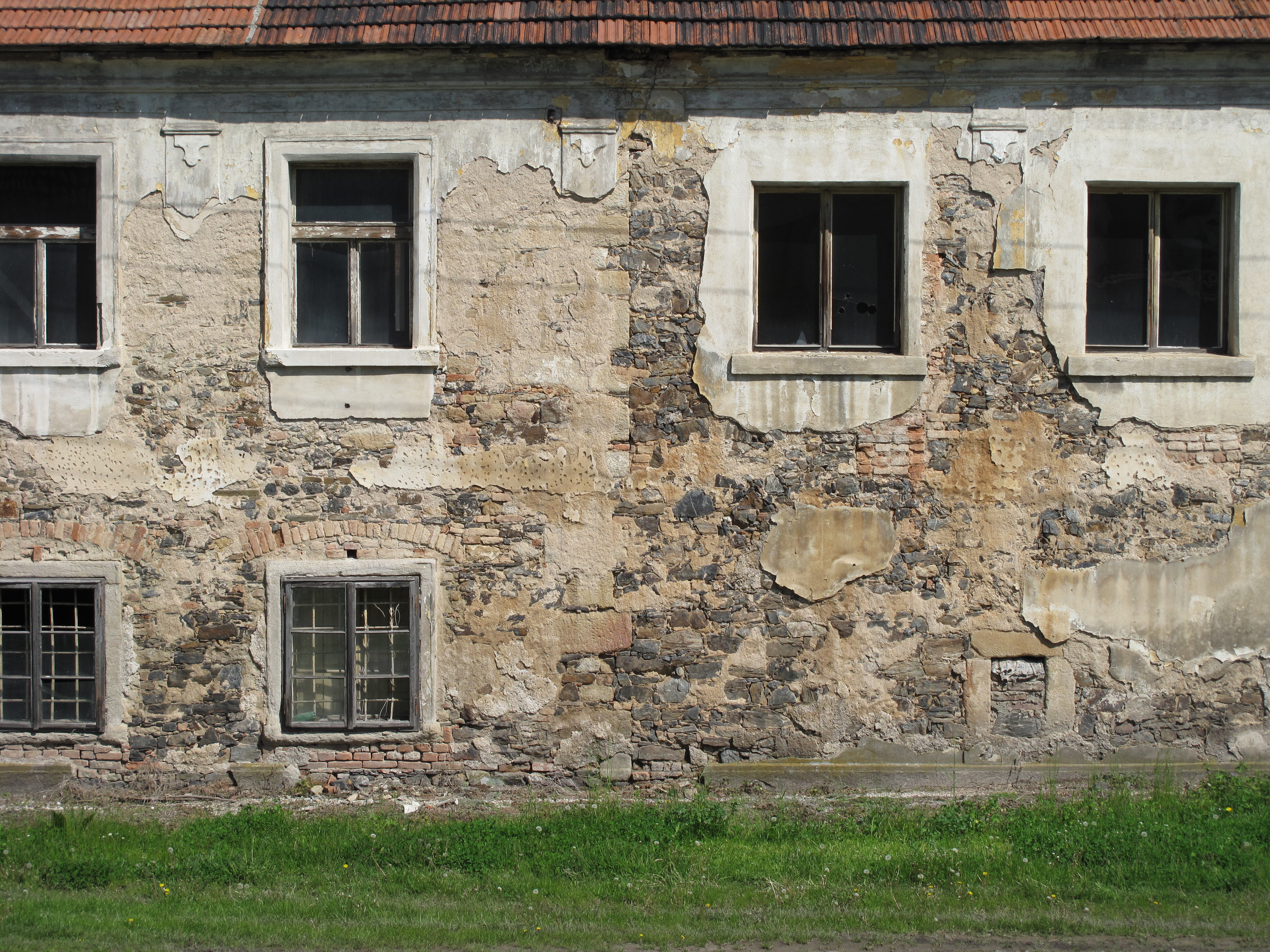
Statek
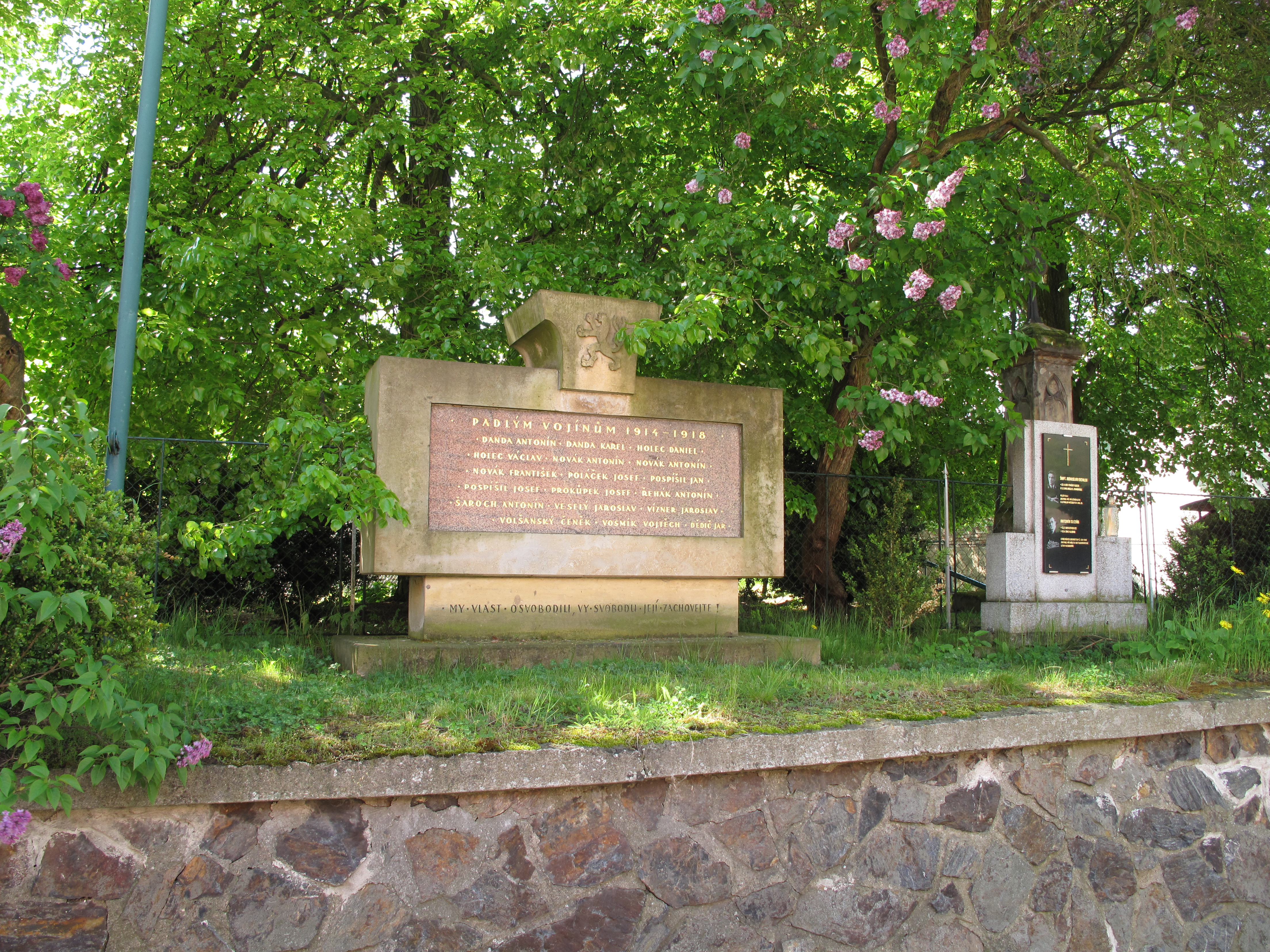
Pomníky
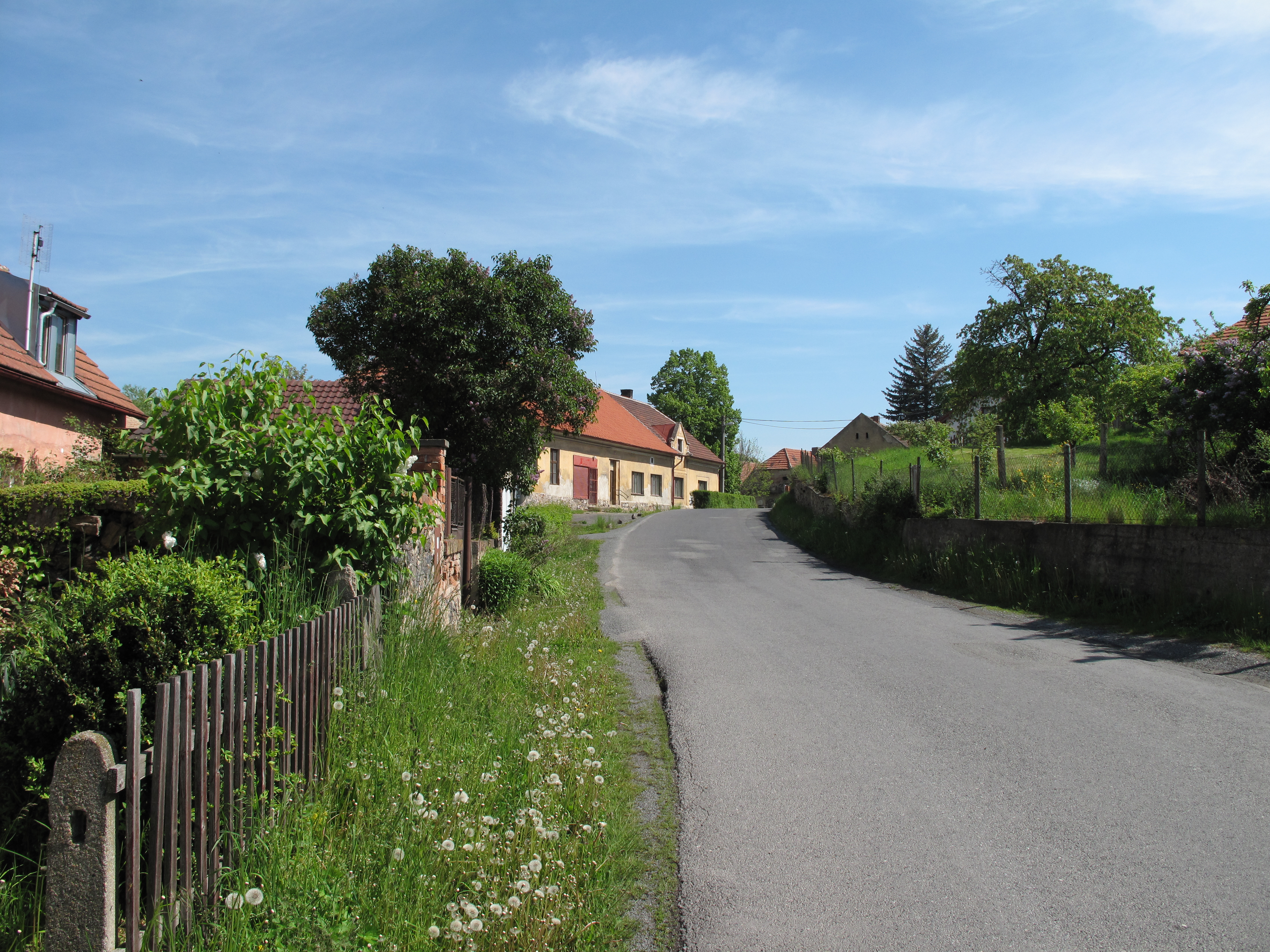
Cesta